# リービット・ブルドッグ
リービット・ブルドッグ（英：Leavitt Bulldog）は、アメリカ合衆国のペンシルベニア州原産の番犬用犬種である。1970年代にペンシルベニア州のブリーダー、デービッド・リービットにより、イングリッシュ・ブルドッグの1820年代頃の姿（オールド・イングリッシュ・ブルドッグ）を持ちつつ、家庭犬として飼育可能な穏やかな気質を持つ犬種として作られた。
作出に際しては、イングリッシュ・ブルドッグにブルマスティフ、アメリカン・ブルドッグ、アメリカン・ピット・ブル・テリアの血が加えられ、ブル・バイティング（牛虐め）に使われていた当時のブルドッグに似た、四肢の長く、マズルのつぶれていない姿をしていて、ブルドッグがしばしば抱える健康上の問題が少なく、飼育しやすい犬種となった。
はじめオールド・イングリッシュ・ブルドッグ（Olde English Bulldogge）と名付けられたが、他のブリーダーによるオールド・イングリッシュ・ブルドッグの復元や犬種標準の確立が進むにつれ、リービットとその団体は独立の犬種の作出を志向し、別犬種として「リービット・ブルドッグ」と呼ぶようになった。
作出当初は、イングリッシュ・ブルドッグからかけ離れた姿をしていたため、イングリッシュ・ブルドッグの愛好家から非難を受けたが、犬の健康面を考慮する愛好家からは好評で、作出者の意思に賛同する人も多くいた。
マズルは短いが、つぶれてはいない。皮膚のたるみは少なく、筋骨隆々のがっしりした体つきをしている。脚は太く長く、走り回ることもできる。頭部はやや小さくなり、胸は広く、臀部はより大きい。垂れ耳・垂れ尾でコートはスムースコート、毛色の制限はない。体高は雄56〜63cm、雌54〜60cmで体重は雄27〜36kg、雌25〜32kgの大型犬で、性格は忍耐強く温和であるが、勇敢な一面も持つ。